# Kristy Kowal
Pour les articles homonymes, voir Kowal.
Kristina Ann Kowal dite Kristy Kowal, née le 9 octobre 1978 à Reading (Pennsylvanie), est une nageuse américaine.

## Palmarès
- Jeux olympiques
  - Sydney 2000
    -  Médaille d'argent sur 200 mètres brasse

- Championnats du monde
  - Fukuoka 2001
    -  Médaille d'argent sur 50 mètres brasse

  - Perth 1998
    -  Médaille d'or sur 100 mètres brasse
    -  Médaille d'or sur le relais 4×100 mètres quatre nages
    -  Médaille d'argent sur 200 mètres brasse

- Championnats pan-pacifiques
  - Yokohama 2002
    -  Médaille de bronze sur 200 mètres brasse

  - Sydney 1999
    -  Médaille d'argent sur 200 mètres brasse
    -  Médaille de bronze sur 100 mètres brasse

  - Fukuoka 1997
    -  Médaille d'or sur le relais 4×100 mètres quatre nages
    -  Médaille de bronze sur 100 mètres brasse